# إريك ووكر
إريك ووكر (بالإنجليزية: Eric Walker)‏ هو لاعب كرة قدم بريطاني في مركز نصف الجناح، ولد في 5 أكتوبر 1933 في اسكتلندا في المملكة المتحدة. لعب مع دندي يونايتد ونادي ألوا أثليتيك ونادي بريتشين سيتي.